# 거제초등학교 본관
거제초등학교 본관은 대한민국 경상남도 거제시 거제면에 있는 거제초등학교의 본관 건물이다. 2007년 9월 21일 대한민국의 국가등록문화재 제356호로 지정되었다.

## 개요
1955년 착공되어 1956년 6월 준공된 화강석 조적조 건물로 정부지원금 일부와 지역부담금(지역주민 헌금과 인력지원)으로 지어진 건물이다. 주민들이 화강석 채석가공 및 운반?적 벽돌 생산 및 운반 등에 직접 참여하여 완공시켰다. 중앙 박공형 현관부를 중심으로 양쪽에 각각 4개의 교실을 배치, 대칭형 평면을 형성하는 2층 규모의 학교 건물로, 근대기 학교건물의 전형적 형식으로 구성되어 있으며, 지붕을 제외한 외관이 당시의 모습을 비교적 잘 간직하고 있다.

## 같이 보기
- 거제초등학교

## 참고 자료
- 거제초등학교 본관 - 국가유산청 국가유산포털